# Distrito electoral de Lonergan (condado de Keith, Nebraska)
Lonergan (en inglés: Lonergan Precinct) es un distrito electoral ubicado en el condado de Keith en el estado estadounidense de Nebraska. En el Censo de 2010 tenía una población de 471 habitantes y una densidad poblacional de 1,14 personas por km².

## Geografía
Lonergan se encuentra ubicado en las coordenadas 41°18′13″N 101°51′31″O / 41.30361, -101.85861. Según la Oficina del Censo de los Estados Unidos, Lonergan tiene una superficie total de 412.76 km², de la cual 339.53 km² corresponden a tierra firme y (17.74%) 73.24 km² es agua.

## Demografía
Según el censo de 2010, había 471 personas residiendo en Lonergan. La densidad de población era de 1,14 hab./km². De los 471 habitantes, Lonergan estaba compuesto por el 95.33% blancos, el 0.85% eran afroamericanos, el 0.64% eran amerindios, el 0.64% eran asiáticos, el 0% eran isleños del Pacífico, el 0.42% eran de otras razas y el 2.12% pertenecían a dos o más razas. Del total de la población el 1.91% eran hispanos o latinos de cualquier raza.